# サルタナ (ブドウ)
サルタナ（英語: Sultana）は、種なしブドウの品種の一つである。
サルタニーナやトンプソン・シードレス（アメリカ合衆国）、レディ・デ・カヴァリー（イギリス）、キシュミシュ（トルコ、パレスチナ）などの別名で呼ばれることがあり、オスマン帝国のアジア地域から生まれたものであると考えられている。いくつかの国、特にイギリス連邦諸国では、サルタナという名称はサルタナ品種、もしくはより粒の大きな種なしブドウから作られたレーズンに付けられる名前でもある。このような「サルタナ・レーズン」は単に「サルタナ」、もしくは「サルタニス」と呼ばれることが多い。サルタナもしくはサルタニスは通常ザキントス・カラント（乾燥ブドウの一種、植物分類ではスグリ属ではない）よりも粒が大きく、アメリカ合衆国で作られるトンプソン・シードレス種は多くの種あり品種よりも粒が小さい。アメリカ合衆国では、レーズンという名前は乾燥ブドウ一般を意味する単語であり、オーストラリアやイギリスで「サルタナ・ブラン（Sultana Bran）」として知られるシリアルはアメリカ合衆国ではレーズン・ブランと呼ばれる。
サルタナを使用したレーズンは小さく、甘く、黄金色をしている。
旧オスマン帝国の地域で作られる種なしブドウ品種、サルタナもまた、より大きなサルタナ・レーズンを作るために使用される。

## 歴史
サルタナ・レーズンは伝統的にオスマン帝国から英語圏へと輸入されていた。トルコとオーストラリアが主要生産国となっている。
サルタナのアメリカ合衆国での名称であるトンプソン・シードレスはカリフォルニア州出身のブドウ栽培学者でありカリフォルニア州にこの品種を持ち込んだとされるウィリアム・トンプソンに由来している。アメリカ合衆国連邦規則集によれば、この2つの名称は同じものを表している。カリフォルニア州のレーズン生産のほぼすべて（2000年時点で約97%）、そしてカリフォルニア州の総ぶどう作付面積の約3分の1がこの品種に使用されており、単一品種としては最も広く栽培されている品種となっている。

## レーズン
アメリカ合衆国では、暗褐色のものも含めほとんどのレーズンがサルタナ品種を使用して作られており、トンプソン・シードレス（Thompson Seedless）というニックネームが付いている。「サルタナ」という名前は黄金色をした乾燥ブドウを指す名称であり、「黄金色のレーズン」と呼ばれることもある。黄金色のレーズンを生産するためにあらゆる品種のブドウが使用されており、どの品種から生産したいかなる黄金色のレーズンであっても、サルタナとして販売されている。さらに、その黄金色は伝統的な乾燥・保存方法ではなく二酸化硫黄による処理を行って引き出される事がある。大多数の非オーガニック栽培されたサルタナは成長ホルモンであるジベレリンを使用している。他のブドウにおいては、ジベレリンは種から放出される。
国・地域により、種なし乾燥ブドウは使用する乾燥方法からサルタナやトンプソン・レーズンとして分類される。乾燥過程を早めるため、サルタナは溶剤や炭酸カリウム、植物油に漬け込まれる。トンプソン・レーズンはこのような溶剤を使用せず自然乾燥を行っており、サルタナよりも乾燥に時間を要する。このため、トンプソン・レーズンはサルタナよりも暗褐色が強い。

## 他の利用法
サルタナを使用したレーズンはそのままスナックフードとして食されるほか、フルーツケーキやクリスマスプディング、菓子パンのような様々な料理に材料として用いられる。また、水やフルーツジュース、アルコール飲料に漬け込んで材料として用いることもある。
サルタナは白ワインづくりにも用いられ、甘みをつけ口当たりを良くするために用いられている。サルタナは食用ブドウ、乾燥させたレーズン、そしてワイン造りにも用いられることから三通りに使用するブドウ（three-way grape）として知られている。アメリカ合衆国では、サルタナは一般にシャブリ（Chablis）と呼ばれるワインのベースとなるブドウ品種として使用されている。このアメリカ合衆国のワインの名前はフランスのコミューンの名前、シャブリから名付けられているが、このワインは真のシャブリ・ワインではない。ヨーロッパでは、「シャブリ・ワイン」はヨンヌ県で生産されたシャルドネ品種を使用したワインにのみ名付けられている。
これら以外に、以下の様な使用法がある。
- パン屋やシリアル生産者のような製造業における使用
- スーパーマーケット
- ヨーグルトやアイスクリームのような日用品
- サラダやデザート

サルタナはその使用法の多様性から、カリフォルニア州で最も栽培量の多いブドウ品種となっている。
2003年、オーストラリアのある業者が、安価なサルタナ品種の果汁に高価なシャルドネ品種の果汁を少し混ぜたものを、「シャルドネの果汁」として不正に出荷していたことが発覚。オーストラリアの政府機関であるワイン・オーストラリアは問題の果汁を流通停止とし、業者の責任者は起訴され、2010年に有罪判決を受けた。これはオーストラリアのワイン造りの歴史で最大の詐欺事件とされる。